# سيرو هنريكي ألفيس فيريرا إي سيلفا
سيرو هنريكي ألفيس فيريرا إي سيلفا (بالبرتغالية: Ciro Henrique Alves Ferreira e Silva) (مواليد 18 أبريل 1989 في بيرنامبوكو، البرازيل) هو لاعب كرة قدم برازيلي في مركز الهجوم و‌الجناح. شارك مع منتخب البرازيل تحت 20 سنة لكرة القدم. أما مع النوادي، فقد لعب مع أتلتيكو باراناينسي وجيجو يونايتد وسبورت ريسيفي ونادي باهيا ونادي فلومينينسي ونادي فيغورينسي.

## وصلات خارجية
- سيرو هنريكي ألفيس فيريرا إي سيلفا على موقع الاتحاد الدولي (مؤرشف)  (الإنجليزية)
- سيرو هنريكي ألفيس فيريرا إي سيلفا على موقع دوري كوريا الجنوبية (الإنجليزية)
- سيرو هنريكي ألفيس فيريرا إي سيلفا على موقع قاعدة بيانات كرة القدم.إي يو (الإنجليزية)
- سيرو هنريكي ألفيس فيريرا إي سيلفا على موقع Soccerway.com (الإنجليزية)
- سيرو هنريكي ألفيس فيريرا إي سيلفا على موقع عالم كرة القدم.نت (الإنجليزية)